# Landkreis Annaberg
Landkreis Annaberg var en landkreis i den sydvestlige del af den tyske delstat Sachsen. Nabokreise er mod øst Mittlerer Erzgebirgskreis, mod syd det tjekkiske forvaltningsområde Karlsbad (Karlovarský kraj), mod vest Landkreis Aue-Schwarzenberg og mod nordvest Landkreis Stollberg.
Landkreisens grænser blev fastlagt i
1875 som Königlich-Sächsische Amtshauptmannschaft Annaberg . 
1939 blev den omdøbt til Landkreis Annaberg. Efter flere ændringer af området i DDR-tiden gik man tilbage til de oprindelige grænser ved Kreisreform_Sachsen_1994/1996.
Som et led i en ny  forvaltningsreform, Kreisreform Sachsen 2008, sluttes landkreisene  Annaberg, Aue-Schwarzenberg, Mittlerer Erzgebirgskreis og Stollberg 1. august 2008 sammen, til den nye Erzgebirgskreis.

## Byer og kommuner
(Indbyggertal pr. 31. december 2006)
| Byer 1. Annaberg-Buchholz, administrationsby (22.808) 2. Ehrenfriedersdorf (5.238) 3. Elterlein (3.217) 4. Geyer (4.034) 5. Jöhstadt (3.230) 6. Oberwiesenthal, Kurort (2.675) 7. Scheibenberg (2.347) 8. Schlettau (2.705) 9. Thum (5.814) Forvaltningsfællesskab - Forvaltningsfællesskab Bärenstein kommunerne Bärenstein og Königswalde - Forvaltningsfællesskab Geyer bestående af byerne Elterlein og Geyer samt kommunen Tannenberg - Forvaltningsfællesskab Scheibenberg-Schlettau med byerne Scheibenberg og Schlettau | Kommuner 1. Bärenstein (2.684) 2. Crottendorf (4.564) 3. Gelenau (4.701) 4. Königswalde (2.384) 5. Mildenau (3.748) 6. Sehmatal (Sitz: Cranzahl) (7.270) 7. Tannenberg (1.254) 8. Thermalbad Wiesenbad (3.710) |

50°35′N 13°00′Ø / 50.58°N 13°Ø